# Chetia
Chetia es un género de peces de la familia Cichlidae y de la orden de los Perciformes. Es endémico del África Oriental.

## Especies
- Chetia brevicauda I. R. Bills & Olaf, 2002.
- Chetia brevis Jubb, 1968.
- Chetia flaviventris Trewavas, 1961.
- Chetia gracilis (Greenwood, 1984) (Slender Happy).
- Chetia mola Balon & D. J. Stewart, 1983.
- Chetia welwitschi (Boulenger, 1898).